# 國家主義
國家主義（英語：statism）在政治学中，是一種提倡國家政體所具備的政治權威，有一定的法理影響部分社會層面的理論學說。這個體系當中會包括經濟政策和社會政策，尤其牽涉到稅收與生產資料的問題。1850年代開始提出這個說法後，整個的概念體系，在1930年代到1940年代的美國政壇中，獲得過大量的使用。而国家主义的反义词是國際主义和无政府主义等，後者是完全抗拒任何等級制的管治體系。

## 概論
由於國家中意识的凝聚，使國家政府認為其國力凌駕於其他國家之上，並且將主要重心放在宣揚自身文化及追求自身利益，而非其他國家或超國家組織的文化與利益。經濟國家主義则鼓吹國家在經濟運行中佔有主要和指揮地位，其方式包括通過國有企業或其他政府機構直接參與，或通過計劃經濟間接實現。

## 经济国家主义
经济国家主义认为，一方面国家通过国有企业和计划经济等直接手段调控经济，另一方面国家通过经济干预和宏观调控等间接手段调控经济，因此在指导经济发展中起到了主要、不可或缺的作用。

### 国家资本主义
国家资本主义是一种以国家层面主导商业活动（即盈利事业）的经济制度。其既可表现为国营企业掌握包括资本累积过程、雇佣劳动以及集中管理在内一系列生产资料的控制和管理，也可表现为国家在企业管理中享有绝对优势或国家持有上市公司的控制股权。
一些作家认为東方集團的经济也是一种国家资本主义。